# Perlamantispa austroafrica
Perlamantispa austroafrica är en insektsart som beskrevs av Poivre 1984. Perlamantispa austroafrica ingår i släktet Perlamantispa och familjen fångsländor. Inga underarter finns listade i Catalogue of Life.